# Institucions tutelars a Catalunya
Les Institucions tutelars a Catalunya són les diferents figures que recull el marc legal existent que interaccionen amb les persones que han estat incapacitades. Val a dir que aquestes institucions a Catalunya es regulen per la llei 25/2010 del llibre segon del Codi civil de Catalunya, relatiu a la persona i la família que ha suposat la flexibilització de la tutela d'adults i per les ordenances municipals. El llibre segon parteix de la reflexió que la incapacitació és un recurs massa dràstic i, a vegades, poc respectuós amb la capacitat de la persona protegida. A nivell subsidiari es regula per la llei orgànica estatal 13/1983 de 24 d'octubre, de reforma del Codi civil en matèria de tutela.

## Tipus d'institucions tutelars
- Tutela: és la institució principal en la protecció de les persones incapacitades, en les quals ha d'assegurar la protecció, l'administració i la guarda dels seus béns i, en general, l'exercici dels seus drets, representant-la en tots aquells actes que ho requereixin, en funció de l'extensió i els límits d'incapacitació segons la sentència corresponent.[6]

- Curatela: és la institució que es designa més freqüentment per a la persona declarada parcialment incapaç. Té com a funció assistir-la o complementar-ne la capacitat en la realització d'aquells actes jurídics patrimonials que suposin l'assumpció d'obligacions per part d'aquesta persona, dels que comportin el gravamen dels seus béns, dels que impliquin la renúncia o la no-adquisició de drets i també d'aquells altres que no pugui dur a terme vàlidament per haver-ho establert així la sentència d'incapacitació.

- Defensor judicial: és una institució tutelar de caràcter temporal i de funció limitada, ja que és nomenat pel jutge de primera instància mentre no es produeix el nomenament de la persona que ha d'exercir el càrrec de tutor/a o curador/a o mentre aquesta no exerceix les seves funcions, i en els supòsits en què hi ha un conflicte d'interessos entre el tutor, el curador o l'administrador patrimonial i la persona de la incapacitat.

- Administrador patrimonial: és un/a institució que es pot nomenar en interès de la persona declarada totalment incapaç o parcialment incapaç i sotmesa a tutela que té com a funcions administrar el patrimoni de la incapacitat (cas en què aquesta funció no correspon al tutor) o administrar determinats béns rebuts per la incapacitat mitjançant donació, herència o llegat quan el donant o testador ho hagin disposat així nomenant la persona que ha d'administrar aquests béns.

- Guarda de fet: És guardadora de fet la persona física o jurídica que té cura d'un menor o d'una persona en la qual es dona una causa d'incapacitació, si no està en potestat parental o tutela o, encara que ho estigui, si els titulars d'aquestes funcions no les exerceixen.[2]

- Assistència: La persona major d'edat que ho necessiti per a tenir cura d'ella mateixa o dels seus béns, a causa de la disminució no incapacitant de les seves facultats físiques o psíquiques, pot sol·licitar a l'autoritat judicial el nomenament d'un assistent, d'acord amb el que estableix la llei 25/2010 pel procediment de jurisdicció voluntària. L'autoritat judicial ha de respectar la voluntat de la persona que s'ha d'assistir pel que fa al nomenament o l'exclusió d'alguna persona per a exercir la funció d'assistència.[2]

## Consell de tutela
En les tuteles deferides per un mateix o pels titulars de la potestat parental, d'acord amb el que estableix la llei 25/2010, la supervisió de l'exercici de la tutela es pot encomanar a un consell de tutela, que ha de constituir-se i actuar d'acord amb les regles següents:
- El consell de tutela ha d'estar compost per un mínim de tres membres, als quals s'han d'aplicar les normes sobre aptitud per a exercir càrrecs tutelars, excusa per a no exercir-los i remoció de la tutela. El nomenament dels membres del consell correspon a l'autoritat judicial en l'acte de constitució de la tutela.
- El consell de tutela ha d'actuar d'acord amb les normes que estableix l'acte de delació o, si no n'estableix, d'acord amb les que aprovi el mateix consell per al seu funcionament. Així mateix, el consell ha de vetllar pel bon desenvolupament de la tutela i, a aquest efecte, els seus membres han de mantenir una relació regular amb el tutor o els tutors. El consell s'ha de reunir com a mínim una vegada l'any per a ésser informat sobre la situació de la persona tutelada i perquè li siguin retuts els comptes anuals de la tutela.
- Es poden atribuir al consell, si ho estableix l'acte de delació de la tutela, la funció de resoldre conflictes entre els tutors i la d'autoritzar els actes a què fa referència la llei.[2]

## Requisits per ser tutelat
- Menors d'edat que no estiguin sota la potestat parental.
- Incapacitats per sentència judicial.

En tot cas, la llei 25/2010 especifica que no ha s'ha de posar sota tutela qui, en previsió de no poder-se autogovernar, ha nomenat un apoderat en escriptura pública perquè tingui cura de llurs interessos.

## Promoció i assumpció de la tutela
Resten obligats a promoure la constitució de la tutela des de la sentència judicial, les següents persones:
- 1.- El cònjuge o el convivent en parella estable de la persona incapacitada, si hi ha convivència.
- 2.- Els descendents majors d'edat de la persona incapacitada.
- 3.- Els ascendents del menor o incapacitat, llevat que es prorrogui o rehabiliti la potestat parental.
- 4.- En cas de mort del progenitor del menor o incapacitat, el cònjuge o el convivent en parella estable d'aquell, si conviu amb la persona que s'ha de posar en tutela.
- 5.- Els germans del menor o incapacitat.
- 6.- L'entitat pública competent en matèria de protecció de menors ha d'instar la constitució de la tutela dels menors desemparats que tingui a càrrec si hi ha persones que la puguin assumir en interès d'aquells.
- 7.- El ministeri fiscal ha de demanar la constitució de la tutela o l'autoritat judicial l'ha de disposar d'ofici si s'assabenten que hi ha alguna persona que s'ha de posar en tutela en l'àmbit de llur jurisdicció.
- 8.- Tota persona que conegui la circumstància l'ha de comunicar a l'autoritat judicial o al ministeri fiscal.

Igualment, aquest és l'ordre de delació (A excepció dels punts 6,7 i 8) quan per designació correspon a l'autoritat judicial, perquè no hi ha cap persona designada per un acte de delació voluntària, si no escau el seu nomenament o si s'excusa o cessa per qualsevol causa. L'autoritat judicial, per mitjà d'una resolució motivada, pot alterar l'ordre establert o elegir la persona que ha actuat com a assistent o com a guardadora de fet, les que es presentin voluntàriament per a assumir els càrrecs indicats o una altra persona. Si hi ha diverses persones que volen assumir la tutela, l'autoritat judicial les pot remetre a una sessió informativa sobre mediació familiar, amb la finalitat que assoleixin un acord. Si no hi ha persones de l'entorn familiar o comunitari que vulguin assumir la tutela, l'autoritat judicial ha de designar persones jurídiques, públiques o privades, sense ànim de lucre, que la puguin assumir satisfactòriament. La delació judicial de la tutela de germans menors d'edat ha de recaure en una mateixa persona, llevat que les circumstàncies justifiquin una resolució diferent.

## Altres tràmits
La designació d'un tutor s'ha de fer en escriptura pública, mentre que si aquesta designació la fan el pare o mare en previsió es pot fer en escriptura pública, en testament o codicil. En tot cas la tutela, s'ha de constituir judicialment i s'ha d'inscriure en el Registre de Nomenament Tutelars no Testamentaris que depèn del Departament de Justícia de la Generalitat de Catalunya.